# Monster im Nachtexpreß
Monster im Nachtexpreß (Original: Terror Train; deutsche Alternativtitel: Todesparty 3, bzw. Terror Train – Zum Aussteigen zu spät) ist ein kanadisch/US-amerikanischer Horrorthriller aus dem Jahr 1980. Regie führte Roger Spottiswoode.
Die mit 3,5 Millionen Dollar budgetierte Produktion wurde vom 21. November bis zum 23. Dezember 1979 in Montreal, Québec gedreht. Der Film kam am 18. Juni 1981 in die bundesdeutschen Kinos.
Im Jahr 2022 erschien eine Neuverfilmung, nur zwei Monate darauf deren Fortsetzung. 

## Handlung
Auf einer Silvesterfeier spielen Medizinstudenten der Fraternity (dt. Studentenverbindung) Sigma-Phi-Omega ihrem mental labilen und schüchternen Kommilitonen Kenny Hampson einen makabren Streich. Der junge Mann erleidet dabei ein traumatisches Erlebnis und landet schließlich in einer psychiatrischen Klinik, wo er stationär aufgenommen wird.
Drei Jahre später mieten dieselben Studenten, darunter der Spaßvogel und Rädelsführer Doc, dessen bester Freund Mo nebst Gefährtin Alana einen kompletten Party-Zug für das bevorstehende Abschlussfest, welches ebenfalls in eine Silvesternacht fällt. Ziel der Veranstaltung ist es, den gemeinsamen Abend mit reichlich Alkohol, Drogen und Sex zu feiern. Die illustre Partygesellschaft soll sich kostümiert und maskiert mit einer eigens engagierter Disco-Combo nebst gutaussehenden Zauberkünstler amüsieren. Von den Passagieren unbemerkt schleicht sich jedoch auch ein maskierter Mörder an Bord.
Bald werden die ersten Leichen gefunden, doch aufgrund fehlender Kommunikationsmöglichkeiten rollt der Zug weiterhin unaufhaltsam durch die Nacht. Es gibt für die Schuldigen des makaberen Scherzes kein Entkommen. Der maskierte Mörder holt sich nach und nach weitere Opfer. Der Verdacht gerät irgendwann auf den mysteriösen Ken, den anwesenden Magier, der eine gewisse Zuneigung für Alana verspürt. Als dieser jedoch tot aufgefunden wird, überschlagen sich die Ereignisse. Letztlich gelingt es Alana, nachdem die meisten Verantwortlichen für den einst begangenen Streich das Zeitliche gesegnet haben, mit Hilfe eines Schaffners den Täter zu überführen. Es ist Kenny, der sich als Kens Assistentin verkleidet Zugang zur Veranstaltung verschaffte. Dieser möchte sich an seinen ehemaligen Peinigern für erlittene Demütigungen rächen. Noch bevor sich dieser an Alana rächen kann, wird er am Ende des Films von Carne, dem Schaffner, aus dem fahrenden Zug in einen halbzugefrorenen Fluss gestoßen, wo er regungslos zu Boden fällt, während der Zug die Fahrt fortsetzt.

## Auszeichnungen
Saturn-Award-Nominierungen
- 1981: in der Kategorie Beste Hauptdarstellerin für Jamie Lee Curtis
- 1981: in der Kategorie Bester internationaler Film

Genie-Award-Nominierung
- 1981: in der Kategorie Beste Filmmusik für John Mills-Cockell
- 1981: in der Kategorie Bestes Szenenbild für Glenn Bydwell
- 1981: in der Kategorie Bester Ton für Dino Pigat, David Appleby, Austin Grimaldi und Bo Harwood

## Kritiken
Das Lexikon des internationalen Films schrieb, der Film sei ein „kunstvoll fotografierter Horrorfilm, der ein reizvolles Spiel mit der Illusion“ treibe.
Das Lexikon des Horrorfilms zitiert Frank Arnold vom film-dienst, der die „Qualitäten des Films“ lediglich im Drehbuch erkennt, welches seiner Meinung nach ein beachtliches „Spiel mit Masken und Illusionen“ zelebriere.
Das große Personenlexikon des Films fand, dass Terror Train „ein überaus flott und bis zur letzten Sekunde spannend gemachter Gruselthriller“ sei und „seine Meriten, abgesehen von den nervenanspannenden Schockeffekten, vor allem in der suggestiven Kameraführung“ besitze.